# Staatsoper Unter den Linden
La Staatsoper Unter den Linden (in italiano: Opera di Stato "Sotto i tigli") è un teatro di Berlino, sito fra l'Unter den Linden e la Bebelplatz nel quartiere Mitte.
L'orchestra del teatro è la Staatskapelle Berlin.
È posta sotto tutela monumentale (Denkmalschutz).

## Architettura
La Staatsoper fu costruita in stile neoclassico tra il 1741 e il 1743 da Georg Wenzeslaus von Knobelsdorff, come primo edificio del Forum Fridericianum. 
Il 7 dicembre 1742 la Hofoper  viene inaugurata con Cesare e Cleopatra di Carl Heinrich Graun.
Nel 1843-44 l'edificio venne sottoposto a restauro a seguito di un incendio e i lavori vennero diretti da Carl Ferdinand Langhans, tali lavori modificarono però solo l'interno dell'edificio che diventa Königliches Opernhaus (Opera della Corte Reale).
Nel 1849 avvenne la prima assoluta di Le allegre comari di Windsor.
L'attuale nome le è stato dato nel 1918.
Nel 1925 avviene la prima assoluta di Wozzeck. Nel 1928 dopo una ristrutturazione viene riaperto con Die Zauberflöte con Richard Tauber.
Il teatro fu gravemente danneggiato dai bombardamenti della seconda guerra mondiale e venne quindi ricostruito e riaperto il 7 dicembre 1942, con 1.450 posti, con I maestri cantori di Norimberga diretto da Wilhelm Furtwängler. Tra il 1952 e il 1955 è stato oggetto di una nuova ricostruzione, a cura dell'arch. Richard Paulick, riaprendo il 4 settembre con lo stesso numero di posti e la stessa opera diretta da Franz Konwitschny. Fino al 1990 si trovava nella Repubblica Democratica Tedesca.

## Direttori musicali
| - 1759-1775 Johann Friedrich Agricola - 1775-1794 Johann Friedrich Reichardt (Hofkapellmeister) - 1816-1820 Bernhard Anselm Weber - 1820-1841 Gaspare Spontini - 1842-1846 Giacomo Meyerbeer - 1848-1849 Otto Nicolai - 1871-1887 Robert Radecke (Hofkapellmeister) - 1888-1899 Joseph Sucher - 1899-1913 Richard Strauss - 1913-1920 Leo Blech (Hofkapellmeister) | - 1923-1934 Erich Kleiber - 1935-1936 Clemens Krauss - 1941-1945 Herbert von Karajan - 1948-1951 Joseph Keilberth - 1954-1955 Erich Kleiber - 1955-1962 Franz Konwitschny - 1962 Helmut Seydelmann (Generalmusikdirektor) - 1964-1990 Otmar Suitner - 1992-2023 Daniel Barenboim - 2024-ad oggi Christian Thielemann |

## Fototeca

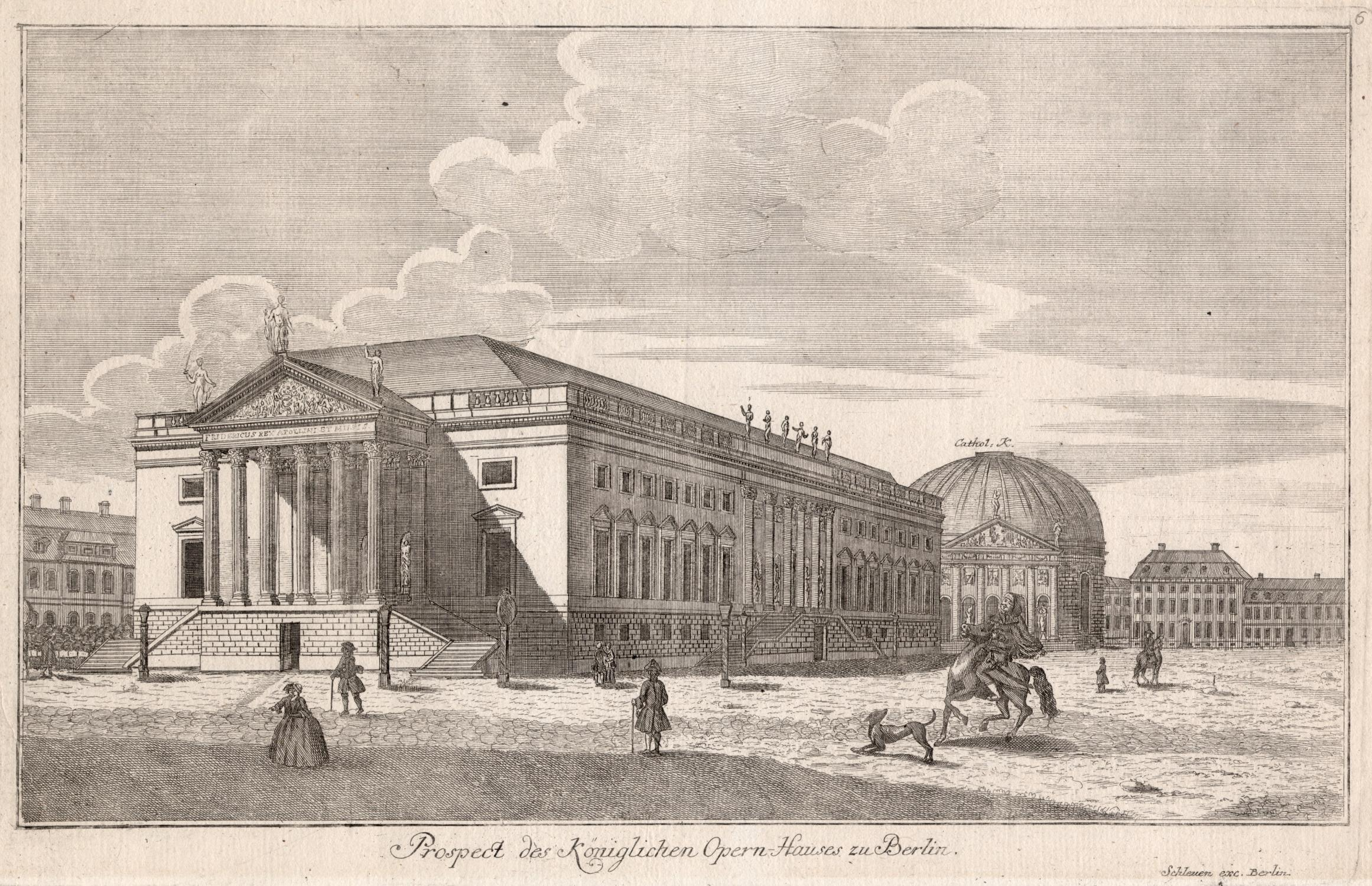
Nel 1740
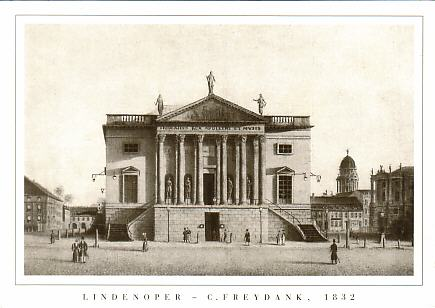
Nel 1832
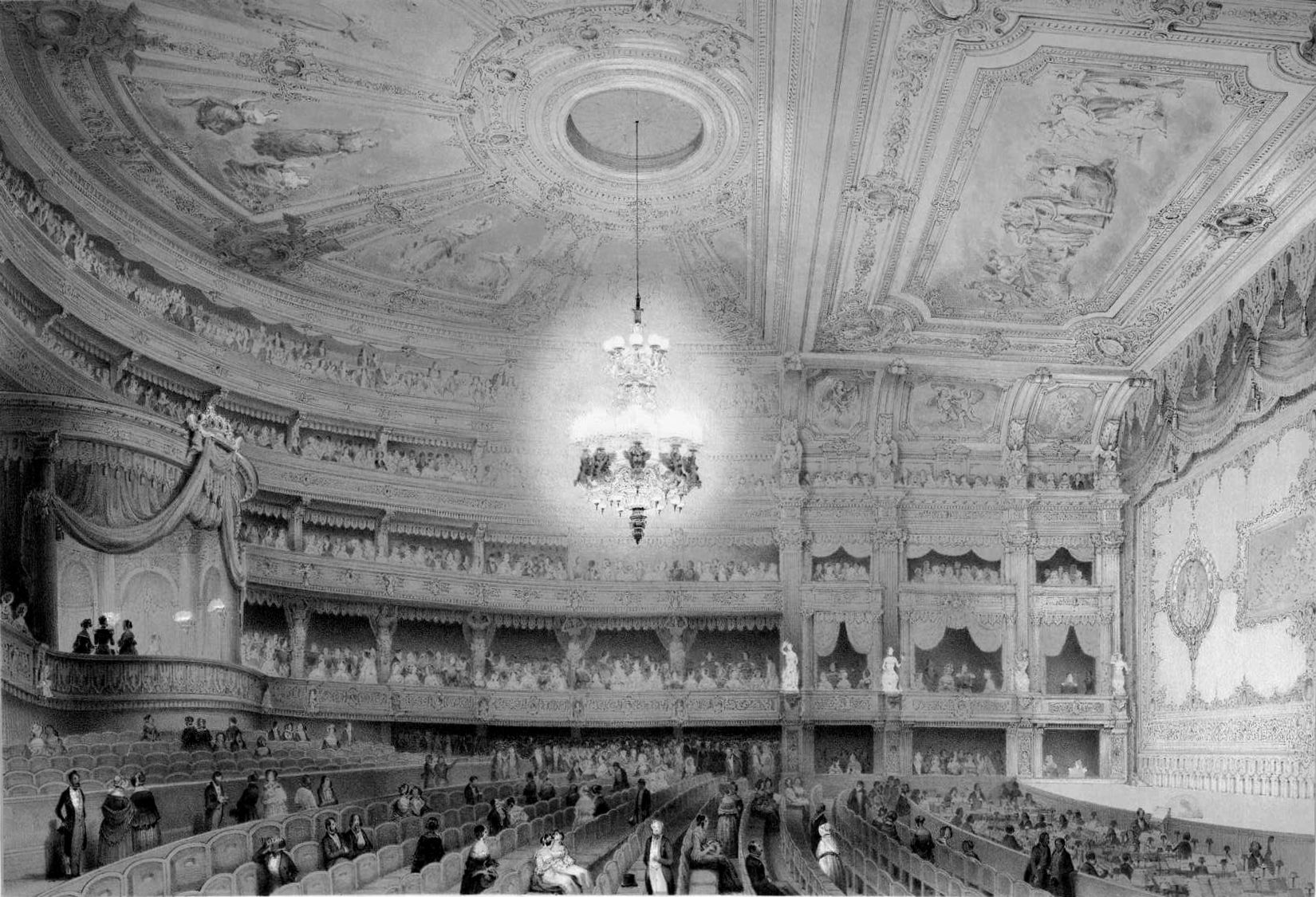
Interno nel 1843
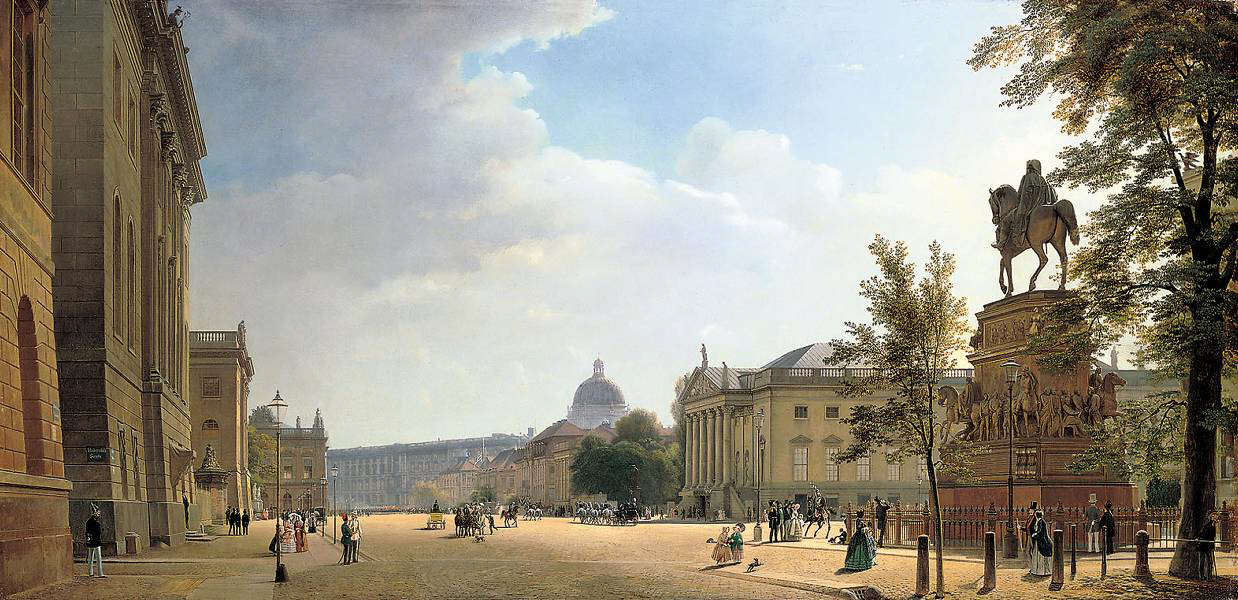
Nel 1852